# Konrad Linder
Konrad Linder (* 11. Mai 1884 in Ungstein bei Bad Dürkheim; † 24. Mai 1963 in Münster) war ein deutscher Pädagoge und Schulleiter (Oberstudiendirektor).

## Leben
Konrad Linder war Sohn pfälzischer Weinbauern. Er wuchs als das vierte von fünf Kindern in einem Winzerhof auf. In Neustadt an der Weinstraße besuchte er das humanistische Gymnasium (heute: Kurfürst-Ruprecht-Gymnasium). Linder studierte nach dem Abitur Deutsch, Latein und Griechisch (Altphilologie), zunächst an der Ludwig-Maximilians-Universität München und dann an der Georg-August-Universität Göttingen, wo er auch das Staatsexamen ablegte. Seine Referendarzeit absolvierte er in Wilhelmshaven am Kaiser-Wilhelm-Gymnasium (heute: Gymnasium am Mühlenweg) und dann an der Klosterschule Ilfeld im Harz. Linder heiratete 1911 in Breslau Luise Bergner. Der Ehe entstammen zwei Kinder. Der Sohn, Fritz Linder, war ein Chirurg. Konrad Linder wirkte insgesamt über 30 Jahre als Pädagoge in Breslau und danach in Nürnberg.

## Die Jahre in Breslau
1910 bis 1924 war Konrad Linder Oberlehrer am Maria-Magdalenen-Gymnasium in Breslau. Dann wurde er nach Sagan (poln. Żagań) in Niederschlesien versetzt und wurde Direktor des dortigen staatlichen katholischen Gymnasiums. Nach zwei Jahren kam er nach Breslau zurück. Er leitete nun das städtische evangelische Maria-Magdalenen-Gymnasium, das in dieser Zeit als "eine hervorragende Höhere Schule Schlesiens" bezeichnet wurde.
In Breslau gehörte Linder zu den führenden weltlichen Mitgliedern der Bekennenden Kirche. Politisch unterstützte er bis 1933 den Christlich-Sozialen Volksdienst. Es gelang ihm, den Einfluss der NSDAP und der Hitlerjugend auf sein pädagogisches Konzept weitgehend fernzuhalten. Da Linder vermeiden wollte, dass sein Gymnasium die christliche und humanistische Leitung verlieren würde, wenn ein Gefolgsmann der Nazis an seine Stelle gelangte, entschloss er sich 1937 nach Absprache mit Vertrauten seines Kollegiums zum Eintritt in die NSDAP. Zum 1. Mai 1937 trat er der Partei bei (Mitgliedsnummer 4.079.282). Söhne aus konservativ-katholischen Familien und auch die Söhne eines Widerstandskämpfers wurden noch in den Kriegsjahren 1940 bis 1944 auf das von Lindner geleitete Gymnasium geschickt. Der Kampf um Breslau gegen Ende des Zweiten Weltkrieges bedeutete das Ende des Magdalenäums. Linder verließ die umkämpfte Stadt im Februar 1945 mit dem Fahrrad, bevor sie von den sowjetischen Truppen eingeschlossen wurde.

## Die Jahre in Nürnberg
Der Flüchtling fand seine Familie in Nürnberg. Bald  nach Kriegsende gab er Unterricht am Humanistischen Gymnasium in Fürth, wo er 1948 in der Funktion des stellvertretenden Direktors pensioniert wurde.
Linders auch in Nürnberg enge Beziehung zur Evangelischen Kirche führte dazu, dass er in der Folge mit dem Wiederaufbau der Wilhelm-Löhe-Schule beauftragt wurde. Diese wurde von der Evangelischen Gesamtkirchenverwaltung Nürnbergs getragen. Mit der von Linder eingeleiteten Wiedereröffnung begann die Entwicklung zu einer der größten evangelischen Schulen der Bundesrepublik, von anfänglich 400 Schülerinnen bei Linders Amtsantritt 1949 bis zu etwa 1600 Schülerinnen im Jahr 1954, als er die Schule seinem Nachfolger übergab. Den Schulabschluss konnten die Mädchen auch mit einem hauswirtschaftlichen Abitur machen. Linder baute neben dem Volksschul- auch einen Handelsschulzweig auf.

## Auszeichnungen
- 1960: Bundesverdienstkreuz 1. Klasse